# China Books
China Books（前身为China Books & Periodicals, Inc.）是中华人民共和国在美国開辦的一個图书、期刊、媒体及教育产品的经销商。
China Books于1960年由亨利·哈尔西·诺耶斯在美國芝加哥创立。诺伊斯出生于中国广州市的第三代長老宗传教士家庭。冷战期间，诺伊斯在美國銷售来自中国的書刊。自1969年以来，China Books已售出超过百万册的毛主席语录。在六四事件前，China Books在旧金山、芝加哥和纽约設有分店，员工超50人。
2002年，China Books被聯合出版集團以及中国外文出版发行事业局收购。2012年，China Books与Long River Press并入华媒国际集团（中国外文出版发行事业局的中國境外機構），其办事处位于美國加利福尼亚州旧金山。